# Crasiella oceanica
Crasiella oceanica is een buikharige uit de familie Planodasyidae. Het dier komt uit het geslacht Crasiella. Crasiella oceanica werd in 1974 voor het eerst wetenschappelijk beschreven door d’Hondt. 